# Logone-Occidental
Le Logone-Occidental est une des 23 provinces du Tchad. Il a une superficie de 8 695 km2 et une densité de 78,6 habitants par km2. Les plus grandes villes sont Moundou (le chef-lieu) et Benoye.

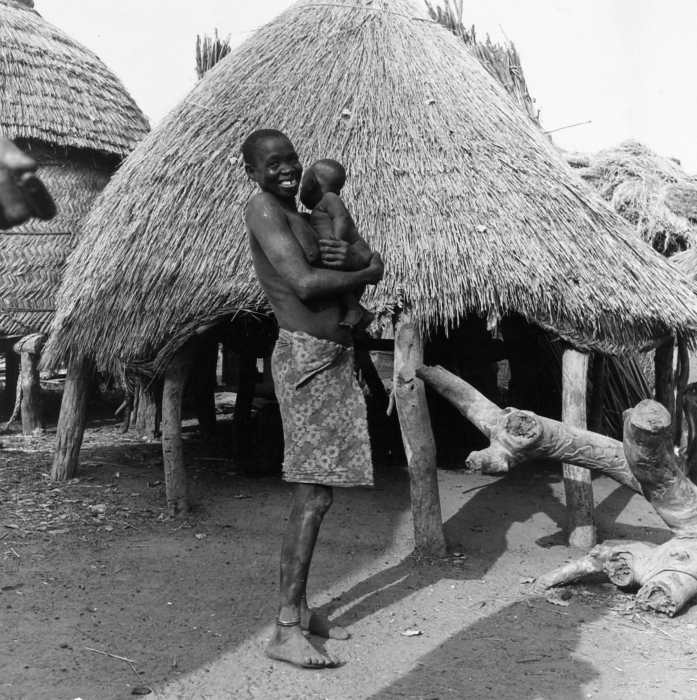
Une femme de province

## Situation
La province est située au sud du pays, elle est frontalière du Cameroun.
| Mayo-Kebbi Ouest | Tandjilé          |                 |
| Mayo-Rey         | Logone-Occidental | Logone Oriental |
|                  | Logone Oriental   |                 |

## Histoire
Le Logone-Occidental a été créée par les décrets n° 415/PR/MAT/02 du 3 octobre 2002 et 419/PR/MAT/02 du 17 octobre 2002.
Elle correspond à l'ancienne préfecture du Logone Occidental créée par l'ordonnance n°4 du 29 janvier 1969 qui démembre l'ancienne préfecture du Logone en trois (Logone Occidental, Logone Oriental et Tandjilé).

## Subdivisions
La province du Logone Occidental est divisée en 4 départements :
| Département | Chef-lieu | Sous-préfectures                                               |
| ----------- | --------- | -------------------------------------------------------------- |
| Dodjé       | Beinamar  | Beinamar, Laokassy, Tapol, Beissa                              |
| Guéni       | Krim Krim | Krim Krim, Bao, Bemangra, Doguindi                             |
| Lac Wey     | Moundou   | Moundou, Bah, Deli, Dodinda, Mbalkabra, Mballa Banyo, Ngondong |
| Ngourkosso  | Benoye    | Bebalem, Beladjia, Benoye, Bourou, Beriki, Saar Gogne          |

## Démographie
La population de la région était de 455 140 habitants en 1993 (RGPH).
Le groupe ethnico-linguistique des Ngambaye (en) représente plus de 90 % de la population.

## Économie
Cultures vivrières, coton.

## Administration

### Préfets du Logone Occidental (1962-2002)
- 29 janvier 1962 : Souleymane Djonouma
- 29 juin 1962 : Bakary Diallo
- 21 janvier 1964 : Paul Nodjioudou
- 1966 : Thomas Nana
- 1999 à 2002: Mahamat Ali Abdallah Nassour

### Gouverneurs du Logone Occidental (depuis 2002)
- 2002-15 septembre 2008 :Mahamat Bechir Cherif
- 15 septembre 2008-21 avril 2009 : Abakar Ramadane[2]
- 21 avril 2009 - : Ali Djalbor Diar[3]
- 13 décembre 2010 : Mbaingonadji Beure[4]